# Parafia Nawrócenia św. Pawła Apostoła w Małkini Górnej
Parafia pw. Nawrócenia Świętego Pawła Apostoła w Małkini Górnej – rzymskokatolicka parafia należąca do dekanatu Ostrów Mazowiecka – Wniebowzięcia Najświętszej Maryi Panny, diecezji łomżyńskiej, metropolii białostockiej. Druga parafia w Małkini, po parafii Najświętszego Serca Jezusowego.

## Historia
Parafia pw. Nawrócenia św. Pawła Apostoła została erygowana 3 grudnia 1989 r. przez Biskupa łomżyńskiego Juliusza Paetza w granicach istniejącego samodzielnego ośrodka duszpasterskiego, ustanowionego 3 czerwca 1987 r. przy drewnianej tymczasowej kaplicy.

## Proboszczowie
- ks. prał. Marian Niemyjski (1989–1999)[2]
- ks. kan. Kazimierz Szymański (1999–2006)[3]
- ks. kan. Henryk Stawierej (2006–2018)[4]
- ks. kan. Marek Wróblewski (2018–2024)
- ks. Jacek Dąbrowski (2024– )[5]

## Kościół parafialny
Kościół murowany pw. Nawrócenia św. Pawła Ap. zbudowany w latach 1988–1992 staraniem ks. prob. Mariana Niemyjskiego, pobłogosławiony 26 czerwca 1993 r. przez biskupa Juliusza Paetza. Kościół konsekrowany 18 maja1997 r. przez biskupa łomżyńskiego Stanisława Stafanka.

## Plebania
Plebania murowana wybudowana w latach 1988-1992 staraniem ks. prob. Mariana Niemyjskiego.

## Obszar parafii
Parafia powstała z terytorium parafii pw. Najświętszego Serca Jezusowego w Małkini Górnej.
Do parafii należą wierni z miejscowości: 

- Rostki-Piotrowice,
- Rostki Wielkie,
- Zawisty Nadbużne,
- Zawisty Podleśne

oraz ulic Małkinii:

- W. Bagińskiego,
- Cicha,
- Jana Pawła II,
- J. Kochanowskiego,
- Kolejowa,
- Konstytucji 3 Maja,
- M. Konopnickiej,
- M. Kopernika,
- Leśna,
- Lipowa,
- A. Mickiewicza,
- Nurska,
- Przedszkolna,
- H. Sienkiewicza,
- M.C. Skłodowskiej,
- J. Słowackiego,
- W. Witosa,
- A. Wilczyńskiego,
- S. Wyspiańskiego,
- Kard. S. Wyszyńskiego,
- S. Żeromskiego.